# 袁君正
袁君正（489年—548年），字世忠，陳郡陽夏人，南梁官员。

## 生平
袁君正是南梁司空袁昂的兒子，幾歲時父親生病疾，他不眠不休的服侍父親，家人勸他暫時睡覺，他回答：「父親尚未病好，睡眠也不安寧。」長大後，他曾任職太子庶子，因為儀容端莊、行為端正得到貴公子的美譽；不久兼任吏部郎，到母親逝世時辭官。服喪結束後，袁君正獲任邵陵王蕭綸的王友、北中郎長史、東陽太守，很快就得徵召回到建康，郡民、徵士徐天祐等三百人請求讓他留任一年，未獲准許，並除授袁君正豫章內史，再轉為吳郡太守。他個性不相信巫術，郡內曾經有一位聲稱擅長巫術的巫長師萬世，他剛巧患小病，主簿熊嶽推薦師萬世給他。師萬世說：「我需要病人衣物作信物。」袁君正拿出自己的短衣，事成後他想取回，師萬世卻道：「神將已經將短衣送給北斗君。」他就派人搜身，在師萬世衣裏找回，袁君正以此人亂政立刻在市內行刑，同時焚毀神像，郡內沒有人再敢施行巫術。
侯景作亂，他帶領數百人跟隨蕭綸支援，到建康失陷就回到吳郡。他當官做事有名聲，但又積聚財產，花費奢華。侯景派遣子悅、張太墨攻打他，新城戍主戴僧易勸他拒守，自行派兵防衛；可是他猶豫不決，吳人陸映公害怕侯景軍隊會勝出，會略奪他的資產，說：「賊軍氣勢不能抵擋，若果拒守怕民心不順從。」袁君正個性怯懦，於是送米和牛酒到郊外迎接于子悅。于子悅來到，就搜掠他的財物與子女，因此患病去世，兒子袁樞。

## 引用
1. ↑  《廣弘明集》卷二十：梁元帝《法寶聯璧序》：“北中郎長史南蘭陵太守陳郡袁君正年四十六字世忠”
2. 1 2  《梁書·卷三十一·列傳第二十五》：袁昂字千里，陳郡陽夏人。……子君正，美風儀，善自居處，以貴公子得當世名譽。頃之，兼吏部郎，以母憂去職。服闋，爲邵陵王友、北中郎長史、東陽太守。尋徵還都，郡民徵士徐天祐等三百人詣闕乞留一年，詔不許，仍除豫章內史，尋轉吳郡太守。
3. 1 2  《南史·卷二十六·列傳第十六》：昂子君正字世忠，少聰敏。年數歲，父疾，晝夜不眠，專侍左右。家人勸令暫臥，答曰：「官既未差，眠亦不安。」歷位太子庶子。君正美風儀，善自居處，以貴公子早得時譽。為豫章內史。……遷吳郡太守。
4. ↑  《南史·卷二十六·列傳第十六》：性不信巫邪，有師萬世榮稱道術，為一郡巫長。君正在郡小疾，主簿熊嶽薦之。師云：「須疾者衣為信命。」君正以所著襦與之，事竟取襦，云：「神將送與北斗君」。君正使檢諸身，於衣裏獲之，以為亂政，即刑於市而焚神，一郡無敢行巫。
5. ↑  《梁書·卷三十一·列傳第二十五》：侯景亂，率數百人隨邵陵王赴援，及京城陷，還郡。君正當官蒞事有名稱，而蓄聚財產，服玩靡麗。賊遣于子悅攻之，新城戍主戴僧易勸令拒守；吳陸映公等懼賊脫勝，略其資產，乃曰：「賊軍甚銳，其鋒不可當；今若拒之，恐民心不從也。」君正性怯懦，乃送米及牛酒，郊迎子悅。子悅旣至，掠奪其財物子女，因是感疾卒。
6. ↑  《南史·卷二十六·列傳第十六》：侯景亂，率數百人隨邵陵王綸赴援，及台城陷，還郡。君正當官蒞事有名稱，而蓄聚財產，服玩靡麗。賊遣張太墨攻之，新城戍主戴僧易勸令拒守，己以戍兵自外擊之，君正不能決。吳人陸映公等懼不濟，賊種族其家，勸之迎賊。君正性怯懦，乃送米及牛酒郊迎賊，賊掠奪其財物子女，因是感疾卒。子樞。